# Hemicordulia pacifica
Hemicordulia pacifica är en trollsländeart som beskrevs av Fraser 1925. Hemicordulia pacifica ingår i släktet Hemicordulia och familjen skimmertrollsländor. Inga underarter finns listade i Catalogue of Life.